# High School Musical 2
High School Musical 2 és una pel·lícula estatunidenca de 2007, dirigida per Kenny Ortega, la segona part de la pel·lícula homònima.

## Argument
Per mantenir-se junts durant les vacances els membre de l'equip de basket, East High Wildcats, aconsegueixen feines en el club del camp a què pertanyen Ryan i Sharpay Evans. Tots els anys, en el club de camp, se celebren dues actuacions, una realitzada pels membres del club i una altra pels empleats, aquest any s'encarregaran d'organitzar les actuacions Sharpay i Troy respectivament.

## Repartiment
- Troy Bolton (Zac Efron)
- Gabriella Montez (Vanessa Hudgens)
- Sharpay Evans (Ashley Tisdale)
- Ryan Evans (Lucas Grabeel)
- Taylor McKessie (Monique Coleman)
- Chad Danforth (Corbin Bleu)
- Jack Bolton (Bart Johnson)
- Sra. Darbus (Alyson Reed)
- Kelsi Nielsen (Olesya Rulin)
- Sra. Montez (Socorro Herrera)
- Sra. Bolton (Leslie Wing)
- Zeke Baylor (Chris Warren)
- Jason Cross (Ryne Sanborn)
- Andrea Nelson (Jennifer Blushi)

## Banda sonora
La banda sonora de la pel·lícula conté 10 cançons diferents, així com un bonus track afegit a la compilació oficial, i sortí a la venda als Estats Units el 14 d'agost del 2007.
- Fabulous - Sharpay i Ryan[3]
- I Don't Dance - Chad i Ryan[3]
- I Thought We Were - Gabriella i Troy[4]
- Something's Gotta Change - Sharpay i Ryan[4]
- I Like This Feeling - Troy i Sharpay
- It's Summer Time - Repartiment de High School Musical 2[4]
- When We Were - Gabriella[4]
- You Are The Music In Me - Troy i Gabriella
- I've Gotta Go My Own Way - Gabriella
- What Time Is It? - Repartiment de High School Musical 2[5]
- All For One - Repartiment de High School Musical 2[6]